# Discogs
Discogs (читается Диско́гс; сокр. от англ. Discographies — дискографии) — веб-сайт с одной из крупнейших баз данных музыкальных исполнителей и их изданий от различных музыкальных компаний, основанный в 2000 году. 
Наполняется в большей степени добровольцами. Вся информация находится в бесплатном доступе. Зарегистрированные пользователи ресурса имеют возможность продавать и покупать музыкальные издания, используя магазин сайта.

## История
Discogs был основан в 2000 году Кевином Левандовски (англ. Kevin Lewandowski). Изначально он хотел поместить список своей музыкальной коллекции на личном сайте. Это нашло отклик со стороны интернет-сообщества и вскоре развилось в большой проект с уклоном в электронную музыку, однако сайт быстро перерос в общий музыкальный проект по различным музыкальным жанрам. Штаб-квартира Discogs находится в городе Портленд, штат Орегон. Примерно в середине 2017 года на сайте стало запрещено продавать пиратские издания.

## Статистика
По состоянию на 8 января 2021 года Discogs содержал информацию о:
- 13 477 410 изданиях различных жанров на различных носителях (из них 1 861 458 основных изданий (мастер-релизы))
- 7 318 305 музыкантах и группах
- 1 644 375 музыкальных компаниях
- 559 752 активных пользователях

## Редакционный состав

### Текущий состав
- Кевин Левандовски (англ. Kevin Lewandowski) — основатель, программист;
- Ник Кинлох (англ. Nik Kinloch) — менеджер базы данных;
- Джейсон Фалоун (англ. Jason Falone) — менеджер онлайн-магазина;
- Лиин (англ. Leeann) — ответственный за поддержку пользователей онлайн-магазина;
- Пол Канц (англ. Paul Kanz) — старший системный администратор;
- Вес Роджерс (англ. Wes Rogers) — программист;
- Сэм Tомпсон (англ. Sam Thompson) — программист.
- Михельсон Конрад (англ. Michelson Konrad) — продавец.